# Bahnstrecke Pardubice–Zawidów
| Kursbuchstrecke (SŽ): | 030, 031, 037                                    |                                                      |                                                      |
| Streckenlänge: | 200,107 km                                       |                                                      |                                                      |
| Spurweite: | 1435 mm (Normalspur)                             |                                                      |                                                      |
| Streckenklasse: | Pardubice hl. n.–Jaroměř: D4 Jaroměř–Zawidów: C3 |                                                      |                                                      |
| Stromsystem: | Pardubice hl. n.–Jaroměř: 3 kV =                 |                                                      |                                                      |
| Streckengeschwindigkeit: | 100 km/h                                         |                                                      |                                                      |
| Zweigleisigkeit: | Pardubice hl.n.–Opatovice n.L.-Pohřebačka        |                                                      |                                                      |
| |                                                  |                                                      |                                                      |
| \| \| \| von Česká Třebová (vorm. Nördliche Staatsbahn) \| \| \| \| 0,622 \| Pardubice hlavní nádraží früher Pardubitz \| 225 m \| \| \| \| nach Praha (vorm. Nördliche Staatsbahn) \| \| \| \| \| von Havlíčkův Brod (vorm. ÖNWB) \| \| \| \| \| Elbe \| \| \| \| 2,739 \| Pardubice-Rosice nad Labem \| 220 m \| \| \| 4,710 \| Pardubice-Semtín \| 220 m \| \| \| 8,400 \| Stéblová obec (seit 2023) \| Stéblová obec (seit 2023) \| \| \| 9,599 \| Stéblová \| 225 m \| \| \| 12,732 \| Čeperka \| 230 m \| \| \| \| Opatovice nad Labem (seit 2023) \| 230 m \| \| \| 16,750 \| Opatovice nad Labem-Pohřebačka früher Opatovice n.L. \| Opatovice nad Labem-Pohřebačka früher Opatovice n.L. \| \| \| \| Verbindungsbogen nach odb. Plačice \| \| \| \| \| von (Prag–) Chlumec nad Cidlinou (vorm. ÖNWB) \| \| \| \| 22,342 \| Hradec Králové hlavní nádraží früher Königgrätz \| 235 m \| \| \| \| Europastraße 442 (R35) \| \| \| \| \| nach Ostroměř (vorm. BCB) \| \| \| \| \| nach Międzylesie (vorm. ÖNWB) \| \| \| \| 26,718 \| Předměřice nad Labem früher Předměřitz \| 240 m \| \| \| 29,054 \| Lochenice früher Lochenitz \| 240 m \| \| \| \| von Hněvčeves (vorm. BCB) \| \| \| \| 33,206 \| Smiřice früher Smiřitz \| 250 m \| \| \| 35,150 \| Černožice früher Černožitz \| 255 m \| \| \| 37,070 \| Semonice \| 265 m \| \| \| 39,699 \| Jaroměř früher Josefstadt-Jaroměř \| 260 m \| \| \| \| nach Lubawka (vorm. SNDVB) \| \| \| \| 41,904 \| Jaroměř zastávka früher Jaroměř H \| 270 m \| \| \| 44,410 \| Protektoratsgrenze (1938–1945) \| Protektoratsgrenze (1938–1945) \| \| \| 47,631 \| Kuks früher Schlotten-Kukus \| 310 m \| \| \| 50,441 \| Žireč früher Schurz \| 325 m \| \| \| 53,370 \| Protektoratsgrenze (1938–1945) \| Protektoratsgrenze (1938–1945) \| \| \| 54,230 \| Dvůr Králové nad Labem früher Königinhof a. d. Elbe \| 345 m \| \| \| \| Industriebahn nach Dvůr Králové \| \| \| \| 60,804 \| Bílá Třemešná früher Weiß Třemeschna \| 380 m \| \| \| 61,400 \| Protektoratsgrenze (1938–1945) \| Protektoratsgrenze (1938–1945) \| \| \| 67,240 \| Mostek früher Mastig \| 450 m \| \| \| 69,870 \| Borovnička früher Klein Borowitz \| 470 m \| \| \| 73,922 \| Borovnice früher Groß Borowitz \| 510 m \| \| \| \| Scheitelpunkt (Wasserscheide Elbe–Iser) \| \| \| \| 77,373 \| Horka u Staré Paky früher Falgendorf-Widach \| 495 m \| \| \| 78,180 \| Protektoratsgrenze (1938–1945) \| Protektoratsgrenze (1938–1945) \| \| \| 80,215 \| Levínská Olešnice \| 470 m \| \| \| \| von Chlumec nad Cidlinou (vorm. ÖNWB) \| \| \| \| 84,891 \| Stará Paka früher Alt Paka \| 420 m \| \| \| \| nach Trutnov (vorm. ÖNWB) \| \| \| \| \| nach Skalsko (vorm. LB Sudoměř-Skalsko–Alt Paka) \| \| \| \| 89,455 \| Bělá u Staré Paky Bělá obere Haltestelle \| 395 m \| \| \| 92,889 \| Libštát früher Liebstadtl \| 380 m \| \| \| 94,677 \| Košťálov \| 385 m \| \| \| 99,015 \| Nedvězí \| 345 m \| \| \| 102,279 \| Semily früher Semil-Podmoklitz \| 330 m \| \| \| \| Říkovský I (297,00 m) \| \| \| \| \| Říkovský II (307,00 m) \| \| \| \| \| Říkovský III (266,85 m) \| \| \| \| \| Říkovský IV (200,15 m) \| \| \| \| \| von Tanvald (vorm. SNDVB) \| \| \| \| 109,083 \| Železný Brod früher Eisenbrod \| 285 m \| \| \| \| Líšenský (423,66 m) \| \| \| \| 113,370 \| Líšný \| 280 m \| \| \| 115,697 \| Malá Skála früher Klein Skal \| 275 m \| \| \| \| Rakouský (211,00 m) \| \| \| \| \| Iserbrücke \| \| \| \| 120,655 \| Dolánky \| 265 m \| \| \| \| von Jičín (vorm. LB Jičín–Rowensko–Turnau) \| \| \| \| 123,996 \| Turnov früher Turnau \| 265 m \| \| \| \| nach Praha hl.n. (vorm. TKPE) \| \| \| \| 128,567 \| Doubí u Turnova (Blockstelle) \| 310 m \| \| \| \| Tunnel Sychrovský (639,50 m) \| \| \| \| 132,074 \| Sychrov früher Sichrow \| 340 m \| \| \| 132,281 \| Viadukt Sychrov (120,00 m) \| Viadukt Sychrov (120,00 m) \| \| \| \| Sedlejovický (78,00 m) \| \| \| \| 133,903 \| Sedlejovice \| 350 m \| \| \| 135,283 \| Protektoratsgrenze (1938–1945) \| Protektoratsgrenze (1938–1945) \| \| \| 137,570 \| Hodkovice nad Mohelkou früher Liebenau \| 375 m \| \| \| 143,376 \| Rychnov u Jablonce nad Nisou früher Reichenau \| 445 m \| \| \| \| Viadukt Rychnov \| \| \| \| 147,475 \| Rádlo früher Radl \| 480 m \| \| \| \| Scheitelpunkt (Wasserscheide Iser–Lausitzer Neiße) \| \| \| \| 149,758 \| Jeřmanice früher Langenbruck-Hermannsthal \| 500 m \| \| \| 155,434 \| Pilínkov früher Heinersdorf \| 435 m \| \| \| \| von Tanvald (vorm. RGTE) \| \| \| \| \| von Řetenice (vorm. ATE) \| \| \| \| 160,359 \| Liberec früher Reichenberg \| 375 m \| \| \| \| nach Zittau (vorm. ZRE) \| \| \| \| \| Lausitzer Neiße \| \| \| \| 164,082 \| Stráž nad Nisou früher Althabendorf \| 350 m \| \| \| 166,447 \| Krásná Studánka früher Schönborn-Ratschendorf \| 380 m \| \| \| 171,060 \| Mníšek u Liberce früher Einsiedel \| 400 m \| \| \| 174,396 \| Oldřichov v Hájích früher Buschullersdorf-Hemmrich \| 415 m \| \| \| \| Mníšecký (529,40 m) \| \| \| \| \| von Bílý Potok pod Smrkem (vorm. FrBB) \| \| \| \| 181,334 \| Raspenava früher Raspenau \| 355 m \| \| \| 186,694 \| Frýdlant v Čechách früher Friedland in Böhmen \| 300 m \| \| \| \| Schmalspurbahn nach Heřmanice (vorm. FrBB) \| \| \| \| \| nach Jindřichovice pod Smrkem (vorm. FrBB) \| \| \| \| \| Frýdlant v Čechách–Heřmanice \| \| \| \| \| Wittig \| \| \| \| \| Rigelský (137,62 m) \| \| \| \| \| Wittig \| \| \| \| 192,676 \| Minkovice früher Minkwitz-Dörfel \| 240 m \| \| \| 195,291 \| Višňová früher Weigsdorf \| 235 m \| \| \| 197,259 \| Filipovka \| 230 m \| \| \| \| Wittig \| \| \| \| 199,620 \| Černousy früher Tschernhausen \| 220 m \| \| \| 200,1074,918 \| Staatsgrenze Tschechien–Polen \| Staatsgrenze Tschechien–Polen \| \| \| 2,812 \| Zawidów früher Seidenberg \| Zawidów früher Seidenberg \| \| \| \| nach Mikułowa \| \| \| \| \| nach Bogatynia \| \| \| \| \| nach Görlitz (vorm. BGE) \| \| \| \| \| \| \| \| Frühere Namen Stand 1913. [1][2][3][4] \| \| \| \| |                                                  |                                                      |                                                      |
| Strecke |                                                  | von Česká Třebová (vorm. Nördliche Staatsbahn)       | von Česká Třebová (vorm. Nördliche Staatsbahn)       |
| Bahnhof | 0,622                                            | Pardubice hlavní nádraží früher Pardubitz            | 225 m                                                |
| Abzweig geradeaus und nach links |                                                  | nach Praha (vorm. Nördliche Staatsbahn)              | nach Praha (vorm. Nördliche Staatsbahn)              |
| Abzweig geradeaus und von links |                                                  | von Havlíčkův Brod (vorm. ÖNWB)                      | von Havlíčkův Brod (vorm. ÖNWB)                      |
| Brücke |                                                  | Elbe                                                 | Elbe                                                 |
| Bahnhof | 2,739                                            | Pardubice-Rosice nad Labem                           | 220 m                                                |
| Haltepunkt / Haltestelle | 4,710                                            | Pardubice-Semtín                                     | 220 m                                                |
| Haltepunkt / Haltestelle | 8,400                                            | Stéblová obec (seit 2023)                            | Stéblová obec (seit 2023)                            |
| Bahnhof | 9,599                                            | Stéblová                                             | 225 m                                                |
| Haltepunkt / Haltestelle | 12,732                                           | Čeperka                                              | 230 m                                                |
| Haltepunkt / Haltestelle |                                                  | Opatovice nad Labem (seit 2023)                      | 230 m                                                |
| Bahnhof | 16,750                                           | Opatovice nad Labem-Pohřebačka früher Opatovice n.L. | Opatovice nad Labem-Pohřebačka früher Opatovice n.L. |
| Abzweig geradeaus und nach links |                                                  | Verbindungsbogen nach odb. Plačice                   | Verbindungsbogen nach odb. Plačice                   |
| Abzweig geradeaus und von links |                                                  | von (Prag–) Chlumec nad Cidlinou (vorm. ÖNWB)        | von (Prag–) Chlumec nad Cidlinou (vorm. ÖNWB)        |
| Bahnhof | 22,342                                           | Hradec Králové hlavní nádraží früher Königgrätz      | 235 m                                                |
| Strecke mit Straßenbrücke |                                                  | Europastraße 442 (R35)                               | Europastraße 442 (R35)                               |
| Abzweig geradeaus und nach links |                                                  | nach Ostroměř (vorm. BCB)                            | nach Ostroměř (vorm. BCB)                            |
| Abzweig geradeaus und nach rechts |                                                  | nach Międzylesie (vorm. ÖNWB)                        | nach Międzylesie (vorm. ÖNWB)                        |
| Bahnhof | 26,718                                           | Předměřice nad Labem früher Předměřitz               | 240 m                                                |
| Haltepunkt / Haltestelle | 29,054                                           | Lochenice früher Lochenitz                           | 240 m                                                |
| Abzweig geradeaus und ehemals von links |                                                  | von Hněvčeves (vorm. BCB)                            | von Hněvčeves (vorm. BCB)                            |
| Bahnhof | 33,206                                           | Smiřice früher Smiřitz                               | 250 m                                                |
| Haltepunkt / Haltestelle | 35,150                                           | Černožice früher Černožitz                           | 255 m                                                |
| Haltepunkt / Haltestelle | 37,070                                           | Semonice                                             | 265 m                                                |
| Bahnhof | 39,699                                           | Jaroměř früher Josefstadt-Jaroměř                    | 260 m                                                |
| Abzweig geradeaus und nach rechts |                                                  | nach Lubawka (vorm. SNDVB)                           | nach Lubawka (vorm. SNDVB)                           |
| Haltepunkt / Haltestelle | 41,904                                           | Jaroměř zastávka früher Jaroměř H                    | 270 m                                                |
| Grenze | 44,410                                           | Protektoratsgrenze (1938–1945)                       | Protektoratsgrenze (1938–1945)                       |
| Haltepunkt / Haltestelle | 47,631                                           | Kuks früher Schlotten-Kukus                          | 310 m                                                |
| Haltepunkt / Haltestelle | 50,441                                           | Žireč früher Schurz                                  | 325 m                                                |
| Grenze | 53,370                                           | Protektoratsgrenze (1938–1945)                       | Protektoratsgrenze (1938–1945)                       |
| Bahnhof | 54,230                                           | Dvůr Králové nad Labem früher Königinhof a. d. Elbe  | 345 m                                                |
| Abzweig geradeaus und nach rechts |                                                  | Industriebahn nach Dvůr Králové                      | Industriebahn nach Dvůr Králové                      |
| Bahnhof | 60,804                                           | Bílá Třemešná früher Weiß Třemeschna                 | 380 m                                                |
| Grenze | 61,400                                           | Protektoratsgrenze (1938–1945)                       | Protektoratsgrenze (1938–1945)                       |
| Bahnhof | 67,240                                           | Mostek früher Mastig                                 | 450 m                                                |
| Haltepunkt / Haltestelle | 69,870                                           | Borovnička früher Klein Borowitz                     | 470 m                                                |
| Haltepunkt / Haltestelle | 73,922                                           | Borovnice früher Groß Borowitz                       | 510 m                                                |
| Kulminations-/Scheitelpunkt |                                                  | Scheitelpunkt (Wasserscheide Elbe–Iser)              | Scheitelpunkt (Wasserscheide Elbe–Iser)              |
| Bahnhof | 77,373                                           | Horka u Staré Paky früher Falgendorf-Widach          | 495 m                                                |
| Grenze | 78,180                                           | Protektoratsgrenze (1938–1945)                       | Protektoratsgrenze (1938–1945)                       |
| Haltepunkt / Haltestelle | 80,215                                           | Levínská Olešnice                                    | 470 m                                                |
| Abzweig geradeaus und von links |                                                  | von Chlumec nad Cidlinou (vorm. ÖNWB)                | von Chlumec nad Cidlinou (vorm. ÖNWB)                |
| Bahnhof | 84,891                                           | Stará Paka früher Alt Paka                           | 420 m                                                |
| Abzweig geradeaus und nach rechts |                                                  | nach Trutnov (vorm. ÖNWB)                            | nach Trutnov (vorm. ÖNWB)                            |
| Abzweig geradeaus und nach links |                                                  | nach Skalsko (vorm. LB Sudoměř-Skalsko–Alt Paka)     | nach Skalsko (vorm. LB Sudoměř-Skalsko–Alt Paka)     |
| Haltepunkt / Haltestelle | 89,455                                           | Bělá u Staré Paky Bělá obere Haltestelle             | 395 m                                                |
| Haltepunkt / Haltestelle | 92,889                                           | Libštát früher Liebstadtl                            | 380 m                                                |
| Bahnhof | 94,677                                           | Košťálov                                             | 385 m                                                |
| Haltepunkt / Haltestelle | 99,015                                           | Nedvězí                                              | 345 m                                                |
| Bahnhof | 102,279                                          | Semily früher Semil-Podmoklitz                       | 330 m                                                |
| Tunnel |                                                  | Říkovský I (297,00 m)                                | Říkovský I (297,00 m)                                |
| Tunnel |                                                  | Říkovský II (307,00 m)                               | Říkovský II (307,00 m)                               |
| Tunnel |                                                  | Říkovský III (266,85 m)                              | Říkovský III (266,85 m)                              |
| Tunnel |                                                  | Říkovský IV (200,15 m)                               | Říkovský IV (200,15 m)                               |
| Abzweig geradeaus und von rechts |                                                  | von Tanvald (vorm. SNDVB)                            | von Tanvald (vorm. SNDVB)                            |
| Bahnhof | 109,083                                          | Železný Brod früher Eisenbrod                        | 285 m                                                |
| Tunnel |                                                  | Líšenský (423,66 m)                                  | Líšenský (423,66 m)                                  |
| Haltepunkt / Haltestelle | 113,370                                          | Líšný                                                | 280 m                                                |
| Bahnhof | 115,697                                          | Malá Skála früher Klein Skal                         | 275 m                                                |
| Tunnel |                                                  | Rakouský (211,00 m)                                  | Rakouský (211,00 m)                                  |
| Brücke |                                                  | Iserbrücke                                           | Iserbrücke                                           |
| Haltepunkt / Haltestelle | 120,655                                          | Dolánky                                              | 265 m                                                |
| Abzweig geradeaus und von links |                                                  | von Jičín (vorm. LB Jičín–Rowensko–Turnau)           | von Jičín (vorm. LB Jičín–Rowensko–Turnau)           |
| Bahnhof | 123,996                                          | Turnov früher Turnau                                 | 265 m                                                |
| Abzweig geradeaus und nach links |                                                  | nach Praha hl.n. (vorm. TKPE)                        | nach Praha hl.n. (vorm. TKPE)                        |
| Haltepunkt / Haltestelle | 128,567                                          | Doubí u Turnova (Blockstelle)                        | 310 m                                                |
| Tunnel |                                                  | Tunnel Sychrovský (639,50 m)                         | Tunnel Sychrovský (639,50 m)                         |
| Bahnhof | 132,074                                          | Sychrov früher Sichrow                               | 340 m                                                |
| Brücke | 132,281                                          | Viadukt Sychrov (120,00 m)                           | Viadukt Sychrov (120,00 m)                           |
| Tunnel |                                                  | Sedlejovický (78,00 m)                               | Sedlejovický (78,00 m)                               |
| Haltepunkt / Haltestelle | 133,903                                          | Sedlejovice                                          | 350 m                                                |
| Grenze | 135,283                                          | Protektoratsgrenze (1938–1945)                       | Protektoratsgrenze (1938–1945)                       |
| Bahnhof | 137,570                                          | Hodkovice nad Mohelkou früher Liebenau               | 375 m                                                |
| Bahnhof | 143,376                                          | Rychnov u Jablonce nad Nisou früher Reichenau        | 445 m                                                |
| Brücke |                                                  | Viadukt Rychnov                                      | Viadukt Rychnov                                      |
| Haltepunkt / Haltestelle | 147,475                                          | Rádlo früher Radl                                    | 480 m                                                |
| Kulminations-/Scheitelpunkt |                                                  | Scheitelpunkt (Wasserscheide Iser–Lausitzer Neiße)   | Scheitelpunkt (Wasserscheide Iser–Lausitzer Neiße)   |
| Bahnhof | 149,758                                          | Jeřmanice früher Langenbruck-Hermannsthal            | 500 m                                                |
| Haltepunkt / Haltestelle | 155,434                                          | Pilínkov früher Heinersdorf                          | 435 m                                                |
| Abzweig geradeaus und von rechts |                                                  | von Tanvald (vorm. RGTE)                             | von Tanvald (vorm. RGTE)                             |
| Abzweig geradeaus und von links |                                                  | von Řetenice (vorm. ATE)                             | von Řetenice (vorm. ATE)                             |
| Bahnhof | 160,359                                          | Liberec früher Reichenberg                           | 375 m                                                |
| Abzweig geradeaus und nach links |                                                  | nach Zittau (vorm. ZRE)                              | nach Zittau (vorm. ZRE)                              |
| Brücke über Wasserlauf |                                                  | Lausitzer Neiße                                      | Lausitzer Neiße                                      |
| Haltepunkt / Haltestelle | 164,082                                          | Stráž nad Nisou früher Althabendorf                  | 350 m                                                |
| Haltepunkt / Haltestelle | 166,447                                          | Krásná Studánka früher Schönborn-Ratschendorf        | 380 m                                                |
| Bahnhof | 171,060                                          | Mníšek u Liberce früher Einsiedel                    | 400 m                                                |
| Haltepunkt / Haltestelle | 174,396                                          | Oldřichov v Hájích früher Buschullersdorf-Hemmrich   | 415 m                                                |
| Tunnel |                                                  | Mníšecký (529,40 m)                                  | Mníšecký (529,40 m)                                  |
| Abzweig geradeaus und von rechts |                                                  | von Bílý Potok pod Smrkem (vorm. FrBB)               | von Bílý Potok pod Smrkem (vorm. FrBB)               |
| Bahnhof | 181,334                                          | Raspenava früher Raspenau                            | 355 m                                                |
| Bahnhof | 186,694                                          | Frýdlant v Čechách früher Friedland in Böhmen        | 300 m                                                |
| Abzweig geradeaus und ehemals nach rechts |                                                  | Schmalspurbahn nach Heřmanice (vorm. FrBB)           | Schmalspurbahn nach Heřmanice (vorm. FrBB)           |
| Abzweig geradeaus und nach rechts |                                                  | nach Jindřichovice pod Smrkem (vorm. FrBB)           | nach Jindřichovice pod Smrkem (vorm. FrBB)           |
| Kreuzung geradeaus unten (Querstrecke außer Betrieb) |                                                  | Frýdlant v Čechách–Heřmanice                         | Frýdlant v Čechách–Heřmanice                         |
| Brücke über Wasserlauf |                                                  | Wittig                                               | Wittig                                               |
| Tunnel |                                                  | Rigelský (137,62 m)                                  | Rigelský (137,62 m)                                  |
| Brücke über Wasserlauf |                                                  | Wittig                                               | Wittig                                               |
| Haltepunkt / Haltestelle | 192,676                                          | Minkovice früher Minkwitz-Dörfel                     | 240 m                                                |
| Bahnhof | 195,291                                          | Višňová früher Weigsdorf                             | 235 m                                                |
| Haltepunkt / Haltestelle | 197,259                                          | Filipovka                                            | 230 m                                                |
| Brücke über Wasserlauf |                                                  | Wittig                                               | Wittig                                               |
| Haltepunkt / Haltestelle | 199,620                                          | Černousy früher Tschernhausen                        | 220 m                                                |
| Grenze | 200,1074,918                                     | Staatsgrenze Tschechien–Polen                        | Staatsgrenze Tschechien–Polen                        |
| Bahnhof | 2,812                                            | Zawidów früher Seidenberg                            | Zawidów früher Seidenberg                            |
| Abzweig geradeaus, nach rechts und von rechts |                                                  | nach Mikułowa                                        | nach Mikułowa                                        |
| Abzweig ehemals geradeaus und nach links |                                                  | nach Bogatynia                                       | nach Bogatynia                                       |
| Strecke (außer Betrieb) |                                                  | nach Görlitz (vorm. BGE)                             | nach Görlitz (vorm. BGE)                             |
| |                                                  |                                                      |                                                      |
| Frühere Namen Stand 1913. |                                                  |                                                      |                                                      |

Die Bahnstrecke Pardubice–Zawidów ist eine Eisenbahnverbindung in Tschechien, die ursprünglich durch die k.k. priv. Süd-Norddeutsche Verbindungsbahn (SNDVB) erbaut und betrieben wurde. Sie zweigt in Pardubice (Pardubitz) von der Bahnstrecke Česká Třebová–Praha ab und führt südlich und westlich des Riesengebirges entlang von Elbe und Iser über Hradec Králové (Königrätz), Jaroměř (Josephstadt), Turnov, (Turnau), Liberec (Reichenberg) und Frýdlant v Čechách (Friedland in Böhmen) nach Zawidów (Seidenberg) in Polen, wo sie in die Bahnstrecke Mikułowa–Bogatynia einmündet. Die ursprünglich weiterführende, direkte Strecke nach Görlitz und Berlin ist seit 1945 infolge der Einrichtung der Oder-Neiße-Grenze zwischen Deutschland und Polen nicht mehr in Betrieb.
Im Eisenbahnnetz der Tschechischen Republik ist die Strecke als gesamtstaatliche Bahn („celostátní dráha“) klassifiziert.

## Geschichte

### Vorgeschichte und Bau
Am 15. Juni 1856 wurde die kaiserliche Genehmigung zum Baue einer Eisenbahn von Reichenberg nach Pardubitz und einer Flügelbahn von Jaroměř nach Schwadowitz erteilt. Der Bau erfolgte umgehend, bereits am 1. Mai 1859 war die Gesamtstrecke bis Reichenberg fertiggestellt.
Bemerkenswert ist die kurze Bauzeit angesichts der großen Schwierigkeiten, welche der Bau der Bahn im Tal der Iser und im Jeschkengebirge bereitete. So war etwa in der Iserschlucht bei Železný Brod (Eisenbrod) die Anlage mehrerer aufeinanderfolgender Tunnel mit über 1000 Metern Gesamtlänge nötig. Dieser Streckenabschnitt wurde seinerzeit oft mit einer Alpenbahn verglichen. Äußerst problematisch war auch die Überschreitung des Jeschkenkammes. Auch hier war der Bau mehrerer Tunnel und zweier großer Viadukte über die Mohelka nötig.
Eröffnungsdaten
- 4. November 1857: Pardubitz–Josefstadt
- 1. Juni 1858: Josefstadt–Falgendorf
- 1. Dezember 1858: Falgendorf–Turnau
- 1. Mai 1859: Turnau–Reichenberg[6]

Am 1. Dezember 1859 wurde auch die sächsische Strecke Reichenberg–Zittau in Betrieb genommen. Damit bestand eine zweite grenzüberschreitende Verbindung zwischen Böhmen und Sachsen.

### Erweiterung nach Seidenberg
Bereits beim Bau der Pardubitz–Reichenberger Eisenbahn war deren Fortsetzung nach Norden in Richtung Preußen vorgesehen gewesen. Stattdessen war mit der Zittau-Reichenberger Bahn nur eine Anbindung an das befreundete Sachsen zustande gekommen. Erst nach dem Deutschen Krieg im Jahr  1866 konnte Preußen sein Interesse an einer direkten Verbindung mit Österreich an Sachsen vorbei durchsetzen. Am 21. Mai 1872 vereinbarten Österreich und Preußen in einem Staatsvertrag die Einrichtung der Strecke Reichenberg–Görlitz.
Am 31. März 1872 wurde der Süd-Norddeutschen Verbindungsbahn „zum Behufe der Fortsetzung ihrer Hauptlinie das Recht zum Baue und Betriebe einer Locomotiv-Eisenbahn von Reichenberg über Friedland bis zur Landesgränze bei Seidenberg“ erteilt. Auf preußischem Gebiet erhielt die Berlin-Görlitzer Eisenbahngesellschaft die Konzession zum Bau und Betrieb der Strecke. Als Standort des Grenzbahnhofes wurde das preußische Seidenberg bestimmt.
Eröffnet wurde die Strecke Reichenberg–Seidenberg am 1. Juli 1875. Der kurze auf preußischem Staatsgebiet gelegene Streckenabschnitt Landesgrenze–Seidenberg wurde von der Berlin-Görlitzer Eisenbahngesellschaft gebaut und an die SNDVB verpachtet.

### Nach der Verstaatlichung
Nach der Verstaatlichung der SNDVB ging die Strecke am 1. Januar 1908 an die k.k. Staatsbahnen (kkStB) über. Nach dem Ersten Weltkrieg traten an deren Stelle die neugegründeten Tschechoslowakischen Staatsbahnen (ČSD).

### Im Zweiten Weltkrieg
Nach der Angliederung des Sudetenlandes an Deutschland im Oktober 1938 kam die Strecke ab Liebenau zur Deutschen Reichsbahn, Reichsbahndirektion Dresden. Im Reichskursbuch war die Verbindung nun als KBS 160m Reichenberg–Liebenau–Turnau enthalten. Die ebenfalls auf deutschem Staatsgebiet liegenden kurzen Abschnitte zwischen Jaromĕř und Dvůr Králové bzw. Bílá Třemešná und Levínská Olešnice – die keine direkte Anbindung an andere deutsche Strecken hatten – verblieben im Betrieb der ČSD bzw. der Protektoratsbahnen Böhmen und Mähren (ČMD-BMB).

### Nach dem Zweiten Weltkrieg
Nach dem Ende des Zweiten Weltkriegs kam die Strecke bis zur Staatsgrenze wieder zu den ČSD. Das preußische Streckenstück befand sich nun im Eigentum der Polnischen Staatsbahn (PKP). Der seit der Sprengung der Brücke über die Lausitzer Neiße bei Hagenwerder im Mai 1945 unterbrochene Bahnverkehr nach Görlitz wurde nicht wieder aufgenommen. Der Bahnhof Seidenberg war deshalb vorerst nur über tschechoslowakisches Territorium mit PKP-Zügen zu erreichen.
Deshalb errichtete die PKP bis 1948 eine direkte Verbindung zur Schlesischen Gebirgsbahn (Görlitz–Wałbrzych), wobei die Strecke der ehemaligen Kleinbahn-AG Schönberg–Nikolausdorf mit einbezogen wurde. Am 3. Oktober 1948 wurde der grenzüberschreitende Güterverkehr wieder aufgenommen. Um 1950 erreichte die Verbindung ihre größte Bedeutung, als alle zwei Stunden Güterzüge über die Staatsgrenze verkehrten.
Am 14. November 1960 stießen am Bahnhof Stéblová zwei Personenzüge frontal zusammen. Es starben 118 Menschen, 110 weitere wurden schwer verletzt. Der Unfall war der schwerste in der Geschichte des Staates Tschechoslowakei.
Am 17. Dezember 1965 wurde der elektrische Zugbetrieb zwischen Pardubice und Hradec Králové aufgenommen. Anfang der 1990er Jahre wurde auch die weitere Strecke bis Jaroměř elektrifiziert. Hier begann der elektrische Eisenbahnbetrieb am 7. April 1993.

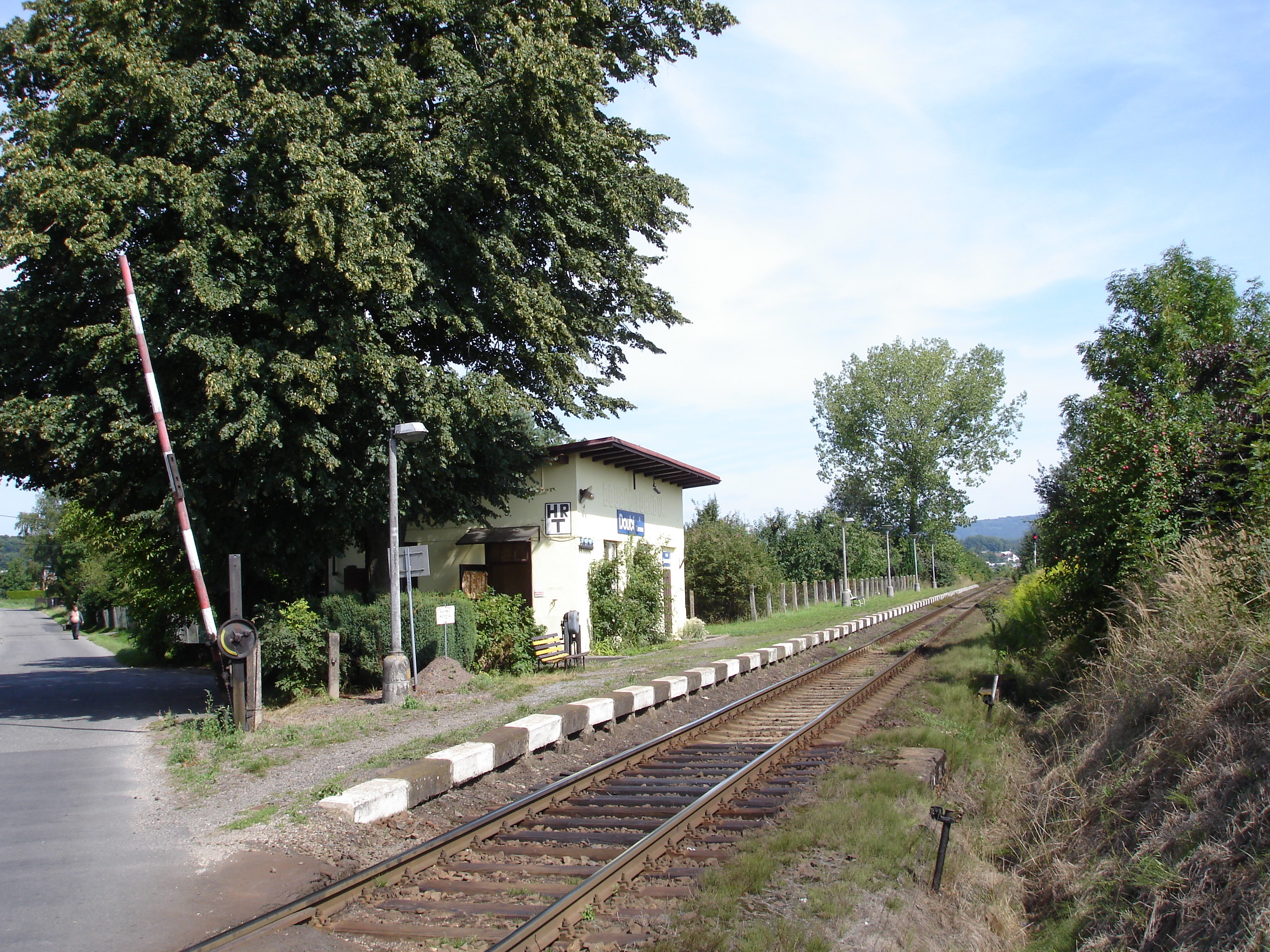
Haltepunkt und Blockstelle Doubí u Turnova (2008)

Am 1. Jänner 1993 ging die Strecke im Zuge der Auflösung der Tschechoslowakei an die neu gegründeten České dráhy (ČD) über. Seit 2003 gehört sie zum Netz des staatlichen Infrastrukturbetreibers Správa železniční dopravní cesty (SŽDC), heute: Správa železnic.

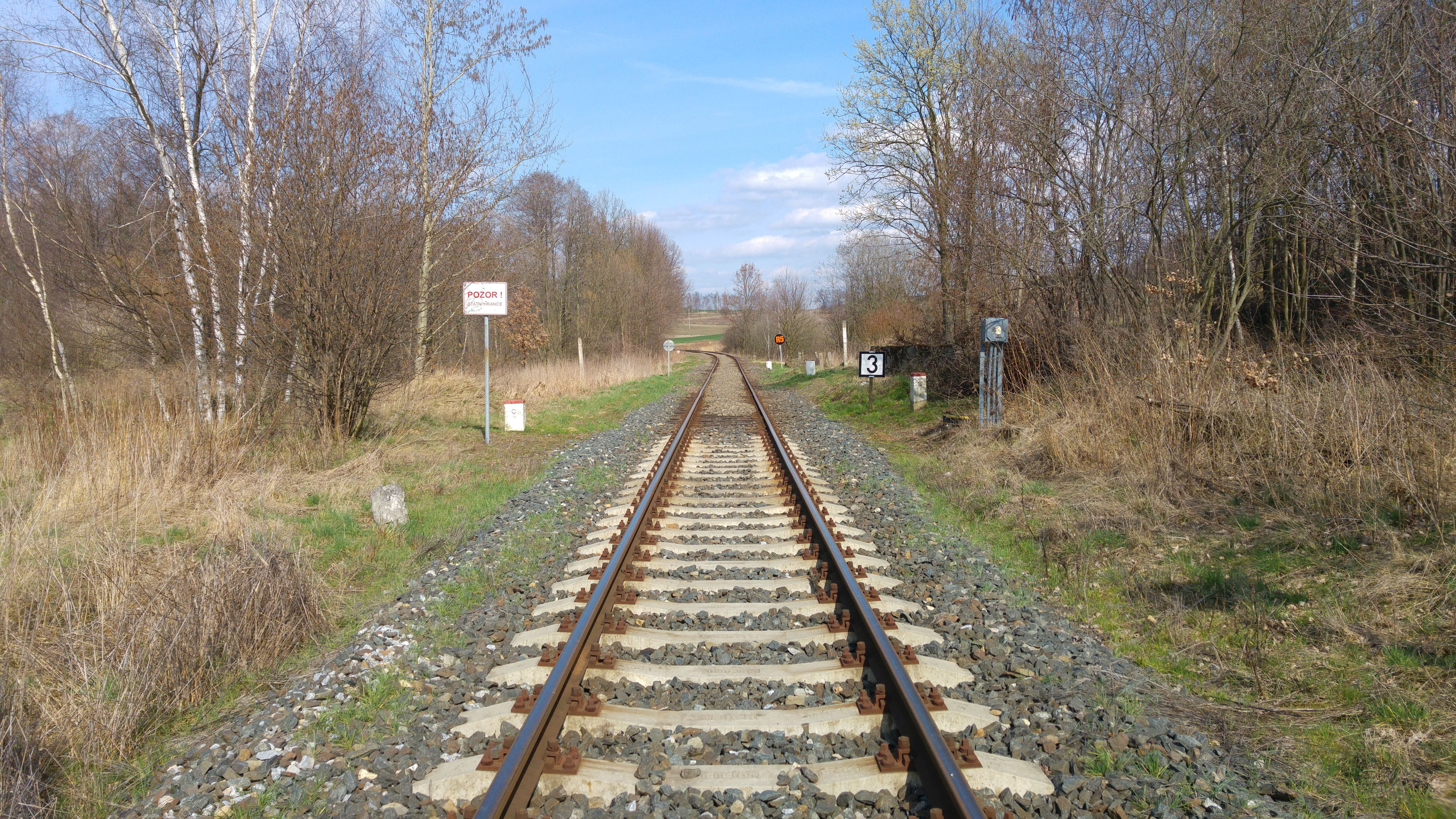
Staatsgrenze bei Černousy. Wegen Oberbauschäden ist die zulässige Geschwindigkeit auf polnischem Gebiet auf lediglich 30 km/h begrenzt. (2016)

Am 21. Oktober 2011 bestätigte das tschechische Verkehrsministerium das Projekt zur Modernisierung des Abschnitts Pardubice–Hradec Králové für 1,4 Milliarden Tschechische Kronen. Ziel ist ein zweigleisiger Ausbau der Strecke für eine Streckengeschwindigkeit von 160 km/h, um dort zukünftig einen Personenverkehr im 20-Minuten-Takt ermöglichen.

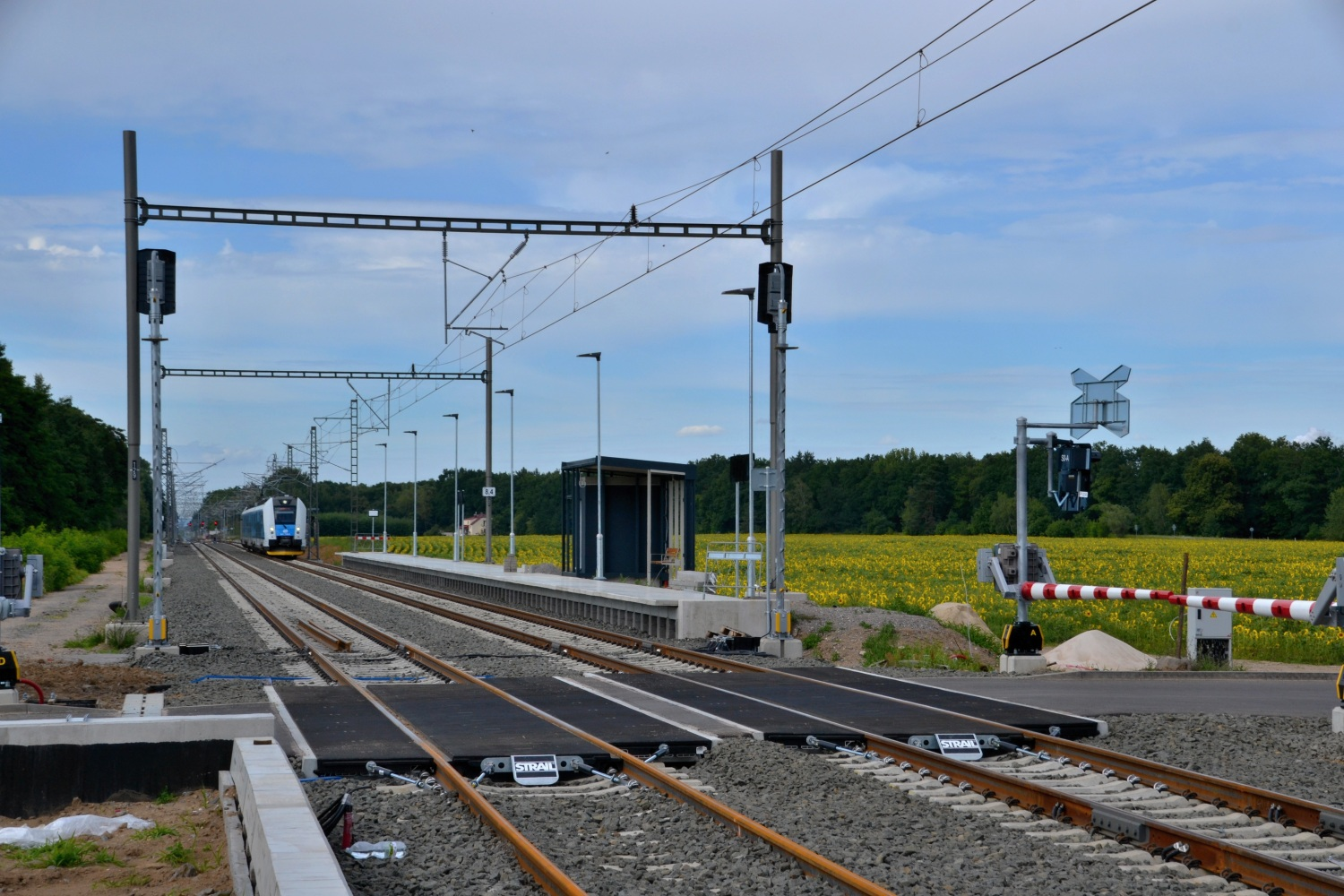
Die neu gebaute Haltestelle Stéblová obec (2022)

Im Jahr 2012 begann der Umbau des Abschnittes Stéblová–Opatovice nad Labem, der Ende 2015 fertiggestellt wurde. Die Bauarbeiten im Abschnitt Pardubice hl. n.–Stéblová begannen im Mai 2021, die Fertigstellung der gesamten Strecke ist für 2023 avisiert. Die entsprechende Ausschreibung gewannen die Firmen Skanska und Elektrizace železnic, die mit 2,68 Milliarden Kronen das günstigste Angebot abgegeben hatten. Neben dem zweigleisigen Ausbau ist auch der Neubau der Elbbrücke in Pardubice Teil des Projektes.
Während einer Vollsperrung von 28. Juli bis 23. August 2020 wurde der Oberbau zwischen Liberec und Mníšek u Liberce umfassend erneuert. Auf einem sechs Kilometer langen Abschnitt wurden über 7000 Betonschwellen ausgetauscht, die dort 1974 eingebaut wurden. Die Haltestellen Stráž nad Nisou und Krásná Studánka erhielten neue 90 Meter lange Bahnsteige. Darüber hinaus wurden sechs Wegübergänge modernisiert.
Im Jänner 2021 gab der Liberecky kraj bekannt, die derzeit in Černousy endenden Personenzüge zukünftig über Zawidów nach Görlitz durchbinden zu wollen. Diesbezügliche Verhandlungen mit den polnischen und deutschen Partnern laufen bereits. Mitte Februar 2024 fand dazu eine Probefahrt mit Vertretern des polnischen Infrastrukturbetreibers PKP Polskie Linie Kolejowe (PKP PLK) und des niederschlesischen Eisenbahnverkehrsunternehmens Koleje Dolnośląskie (KD) bis Zawidów statt, die erfolgreich verlief. Vorerst ist zeitnah eine Durchbindung der derzeit noch in Černousy endenden Reisezüge der Linie L6 bis Zawidów geplant.
Bis 2024 ist die Ausrüstung der zweigleisigen Strecke von Pardubice hl. n. bis Hradec Králové hl. n. mit dem europäischen Zugbeeinflussungssystem ETCS vorgesehen. Die Streckenausrüstung liefert der tschechische Hersteller AŽD Praha.
Im Zusammenhang mit dem geplanten Ausbau der Verbindung von Prag nach Liberec für eine Streckengeschwindigkeit von 200 km/h sind zwischen Turnov und Liberec eine umfassende Neutrassierung und ein zweigleisiger Ausbau geplant. Zwischen Doubí u Turnova und Hodkovice nad Mohelkou sowie Hodkovice nad Mohelkou und Liberec soll die Strecke mit neuen Tunneln parallel zur Fernstraße Silnice I/35 wesentlich verkürzt werden. Zwischen Loukov u Mnichova Hradiště und Doubí u Turnova soll eine mit 200 km/h befahrbare, eingleisige Verbindungskurve den direkten Verkehr zwischen Prag und Liberec unter Umgehung des Knotens Turnov ermöglichen.
Zwischen Železný Brod und Turnov wird die Strecke während einer Vollsperrung vom 5. April bis 9. September 2025 vollständig erneuert. Ziel ist dort die Anhebung der Streckengeschwindigkeit auf durchgängig 100 km/h. Teil des Projektes ist auch der Umbau und die Modernisierung des Bahnhofes Malá Skála sowie die Sanierung des 211 Meter langen Rakouský tunel.
Ab 2029 soll der Abschnitt Hradec Králové–Jaroměř als Teil einer neuen überregionalen Hauptverbindung von Prag über Náchod und Meziměstí nach Breslau zweigleisig ausgebaut werden. Mit dem Umbau ist auch die Änderung der Fahrleitungsspannung auf 25 kV 50 Hz und eine Erhöhung der dortigen Streckengeschwindigkeit auf 160 km/h vorgesehen. Nach einer Ausschreibung werden die Kosten des Projektes auf 188,865 Millionen Kronen beziffert.
Die Elektrifizierung der Strecke von Turnov bis zur Staatsgrenze ist im Rahmen der Dekarbonisierung des Eisenbahnbetriebs bis 2032 vorgesehen, der weitere Abschnitt von Jaroměř bis Turnov ist nach 2032 geplant.